# MagSafe
El conector MagSafe es un conector de alimentación introducido con el primer MacBook Pro en la MacWorld Expo en San Francisco el 10 de enero de 2006.  
Este conector permanece acoplado magnéticamente, por lo que si se le da un tirón (por ejemplo si alguien tropieza con el cable) se suelta automáticamente sin causar daños al ordenador o tirándolo al suelo. Las clavijas del conector están diseñadas de manera que éste se pueda insertar en cualquier orientación. Consta de un led que indican con el color verde si las baterías están completamente cargadas y con el color naranja si están siendo recargadas. 
En 2012, Apple presentó la segunda generación, MagSafe 2, para el MacBook Air (2012-2017) y el MacBook Pro con Display de Retina (2012-2015). Posteriormente MagSafe 2 se discontinuó en favor de los conectores USB-C.
En 2021, Apple anunció MagSafe 3 para los modelos MacBook Pro de 14 pulgadas (M1 Pro y M1 Max) y MacBook Pro de 16 pulgadas.
MagSafe es similar a los conectores de alimentación magnéticos que tienen algunas máquinas de cocina para evitar derramar su contenido mientras están en funcionamiento.